# Tucker Albrizzi
Tucker Albrizzi est un acteur et doubleur américain né le 25 février 2000 à Palm Harbor, en Floride. Il est principalement connu pour les rôles de Tyler Duncan dans Big Time Rush et de Jake dans Bonne chance Charlie.

## Filmographie

### Acteur
- 2008-2009 : The Late Late Show with Craig Ferguson : Une critique (2 épisodes)
- 2009 : Uploading to Angels : Freddie
- 2009 : Bless This Mess : Michael
- 2009 : The Jay Leno Show : Flunker (1 épisode)
- 2009 : The Office : Le fils (1 épisode)
- 2009 : Sicko : Lui-même
- 2009-2012 : Big Time Rush : Tyler Duncan (11 épisodes)
- 2010 : Tim and Eric Awesome Show, Great Job! : L'enfant de l'I-Jammer (1 épisode)
- 2010 : The Line : Marky (1 épisode)
- 2010 : Childrens Hospital : Un enfant (1 épisode)
- 2010 : Mike and Molly : Tucker (1 épisode)
- 2010 : Desperate Housewives : L'enfant qui joue au Tybalt (1 épisode)
- 2010-2012 : Bonne chance Charlie : Jake (6 épisodes)
- 2011 : Numéro Quatre : Tuck
- 2011 : Zeke et Luther : Fish Belly (2 épisode)
- 2011 : Alvin et les Chipmunks 3 : Tucker
- 2012 : Shmagreggie Saves the World : Shmagreggi
- 2016 : The Big Bang Theory : Christopher (saison 10, épisode 6)
- 2019 : Mr. Iglesias (série TV) : Walter

### Doubleur
- 2011 : Hop : Le garçon chauve-souris
- 2011 : Les Copains et la Légende du chien maudit : Bartleby Livingstone
- 2012 : Pack of Wolves : Darwin Oppenheimer
- 2012 : Les Copains chasseurs de trésor : Budderball
- 2012 : Lab Rats : Gordo (1 épisode)
- 2012 : L'Étrange Pouvoir de Norman : Neil Downe
- 2013 : Chicken Little 2 : Chicken Little